# Zach Evans
Zach Evans (Houston, Texas; 30 de mayo de 2001) es un jugador profesional estadounidense de fútbol americano, se desempeña en la posición de running back en Los Angeles Rams, en la National Football League (NFL).

## Carrera
Fue seleccionado en la Reunión Anual de Selección de Jugadores de la NFL de 2023. Hizo su debut profesional con el equipo Los Angeles Rams, lleva jugando una temporada.